# Кузнецов, Евгений Андреевич
Евгений Андреевич Кузнецов (16 января 1931 — 17 июля 2011) — советский военачальник, генерал-лейтенант, художник, член Союза художников СССР и России. Лауреат Государственной премии Российской Федерации имени Г. К. Жукова (2004).

## Биография
Родился в Ростовской области в крестьянской семье. Летом 1942 года в Ростове-на-Дону отстал от поезда и стал «сыном полка» — воспитанником зенитной батареи, воевавшей на Сталинградском фронте.
В 1943—1949 годах — воспитанник первого набора Новочеркасского суворовского училища. Окончил Киевское пехотное училище (1951), Академию им. М. В. Фрунзе (1961) и Академию Генерального штаба Вооружённых сил СССР (1969). Прошёл все ступени офицерской службы: командовал взводом, ротой, батальоном, полком, дивизией, был начальником штаба 14-й армии. В 1970 году первый из суворовцев получил звание генерал-майора.
- 1977—1981 — начальник штаба Уральского военного округа;
- 1981—1985 — заместитель начальника штаба Сухопутных войск.
- 1985—1989 — начальник Военно-научного управления Генерального штаба ВС СССР.

Служил в Средней Азии, в Сибири, в Молдавии, на Урале, в группах войск за границей. Участник венгерских (1956) и афганских событий, был тяжело ранен.
Награждён орденами Отечественной войны, Красного Знамени, Красной Звезды (дважды), За службу Родине в Вооружённых Силах СССР 3 степени , 17 медалями.
С детства увлекался рисованием. В 1957 году окончил Киевский институт живописи. Написал серию картин «Поля ратной славы», посвящённую Победе в Великой Отечественной войне, за которую в мае 2004 года удостоен Государственной премии РФ имени маршала Г. К. Жукова.